# Palazzo Chigi (Ariccia)
Palazzo Chigi è un palazzo storico del centro storico di Ariccia, in provincia di Roma, nell'area dei Castelli Romani. Il palazzo costituisce la quinta scenografica della monumentale piazza di Corte, progettata da Gian Lorenzo Bernini, ed è completato dal pittoresco Parco Chigi.

## Storia

### Il palazzo dei Savelli
La fabbrica del palazzo venne iniziata dai Savelli, signori di Ariccia dal 1423 al 1661, non appena entrarono in possesso del feudo.
La residenza originaria dei feudatari ariccini era probabilmente situata nella struttura chiamata Palazzaccio, un edificio che al tempo dello storico Emanuele Lucidi, ovvero nel XVIII secolo, conservava tracce della trascorsa importanza, e che era ubicato nella zona denominata Gallinaro Nuovo. Questa ipotesi sarebbe confermata da un atto notarile risalente al 2 aprile 1581, che recita:
(Instrum. Capit. Aric., libro 2, p. 285.)
A partire dal 1608 inizia ad essere menzionata la nuova residenza ducale, evidentemente costruita sul finire del XVI secolo dal duca Camillo Savelli: in un atto notarile del 31 gennaio 1608 si legge Actum Ariciae in palatio magno Illmorum, et Exclmorum DD., mentre il 2 agosto 1611 si tenne un'assemblea pubblica:
(Archivio Comunale, Lib. Cons. p. 58.)

### Il palazzo dei Chigi

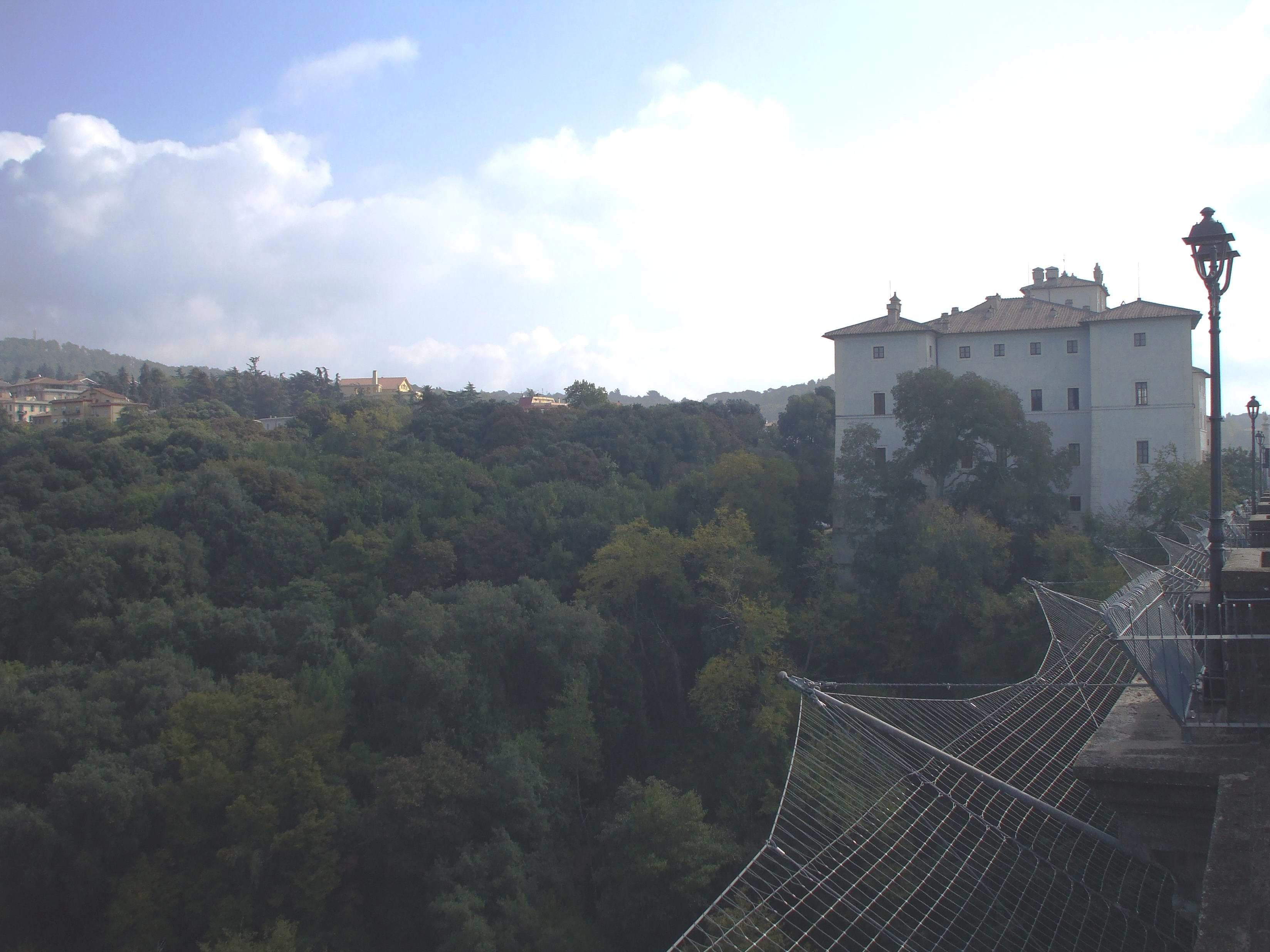
Parco e palazzo Chigi in una veduta dal ponte di Ariccia.

Dopo che il 20 luglio 1661 il cardinal Flavio ed i principi Mario ed Agostino Chigi acquistarono il feudo di Ariccia dal principe Giulio Savelli per la somma di 358.000 scudi, i Chigi pensarono subito ad un piano di risanamento urbanistico dell'abitato, e nel 1664 chiamarono Gian Lorenzo Bernini per mettere mano al progetto della Collegiata e di Piazza di Corte, oltre che del nuovo palazzo. La progettazione esecutiva fu affidata a Carlo Fontana, allievo del Bernini e suo stretto collaboratore.
I lavori del palazzo terminarono nel 1672, con la costruzione del corpo del palazzo adiacente a Porta Napoletana. I Chigi ampliarono il vasto parco (28 ettari), risalente all'epoca dei Savelli, realizzando nuovi percorsi, fontane e manufatti vari, sempre sotto la direzione del Fontana e la supervisione di Bernini. Nel 1672 avviene la prima assoluta di La sincerità con la sincerità, overo Il Tirinto di Bernardo Pasquini e nel 1673 Gl'inganni innocenti, ovvero L'Adalinda di Pietro Simone Agostini.
Nel 1740 il principe Augusto Chigi impiegò 40.000 scudi per la costruzione dell'imponente Torrione Nuovo o Quarto Nuovo del palazzo, oggi adiacente al Ponte di Ariccia, perfettamente simmetrico all'altra ala più antica.
Durante le vicende belliche legate alla Repubblica Romana (1798-1799), il Parco e il palazzo furono sconvolti dagli spostamenti delle truppe belligeranti. Anche durante la seconda guerra mondiale alcuni reparti dell'esercito alleato si accamparono all'interno del palazzo e del Parco, che venne aperto alla circolazione civile per sopperire al crollo del Ponte di Ariccia, fatto saltare il 2 giugno 1944: in questa incursione aerea furono in parte danneggiati gli affreschi neoclassici di due sale al piano nobile, ma il palazzo rimase sostanzialmente incolume.
Nel 1962 il regista Luchino Visconti girò nel palazzo buona parte del film Il Gattopardo, tra cui la scena del dialogo tra Burt Lancaster ed Alain Delon: tuttavia la scena più famosa del film, quella del ballo con Burt Lancaster e Claudia Cardinale, fu invece girata a Palazzo Valguarnera-Gangi a Palermo, la nobile dimora siciliana dove furono completate le riprese del film (altre scene furono girate in un'altra residenza patrizia palermitana, villa Boscogrande).
Il 29 dicembre 1988 Agostino Chigi Albani della Rovere, proprietario del palazzo, lo ha venduto assieme al Parco al Comune di Ariccia con particolari condizioni.
Il palazzo conserva il suo arredamento originario, in gran parte del XVII secolo, con un'importante collezione di dipinti (Cavalier d'Arpino, Baciccio, Pier Francesco Mola, Mario de' Fiori, Salvator Rosa, Michele Pace del Campidoglio, etc.), sculture e arredi barocchi di stretto ambito berniniano (parati in cuoio, consolle del Bernini, etc.), ma anche affreschi seicenteschi e neoclassici (Pietro Mulier, Giuseppe Cades, Nicola la Piccola, Liborio Coccetti, Annibale Angelini).
Il conservatore del Palazzo Chigi di Ariccia dal 1998 è Francesco Petrucci, architetto e storico dell'arte, noto per il suo impegno nella conservazione e valorizzazione del patrimonio culturale del palazzo.

### IlMuseo del Barocco Romano
Nel 2007 a Palazzo Chigi è stato inaugurato il Museo del Barocco Romano, che raccoglie importanti opere del '600 e '700 romano acquisite per donazione: dalla  Collezione Fagiolo, appartenuta allo storico dell'arte Maurizio Fagiolo, alla Collezione Lemme, con un'importante raccolta di dipinti donata dagli avvocati Fabrizio Lemme e Fiammetta Luly e dai figli prof. Giuliano Lemme e Ilaria Lemme, le collezioni Laschena, Ferrari ed altre donazioni. Inoltre nel palazzo è presente la Biblioteca Chigi, oltre alle biblioteche di storia dell'arte donate dalla collezionista Beatrice Chiovenda Canestro, da Deoclecio Redig De Campos, già direttore dei Musei Vaticani, ed altri fondi.